# خلة بلدية

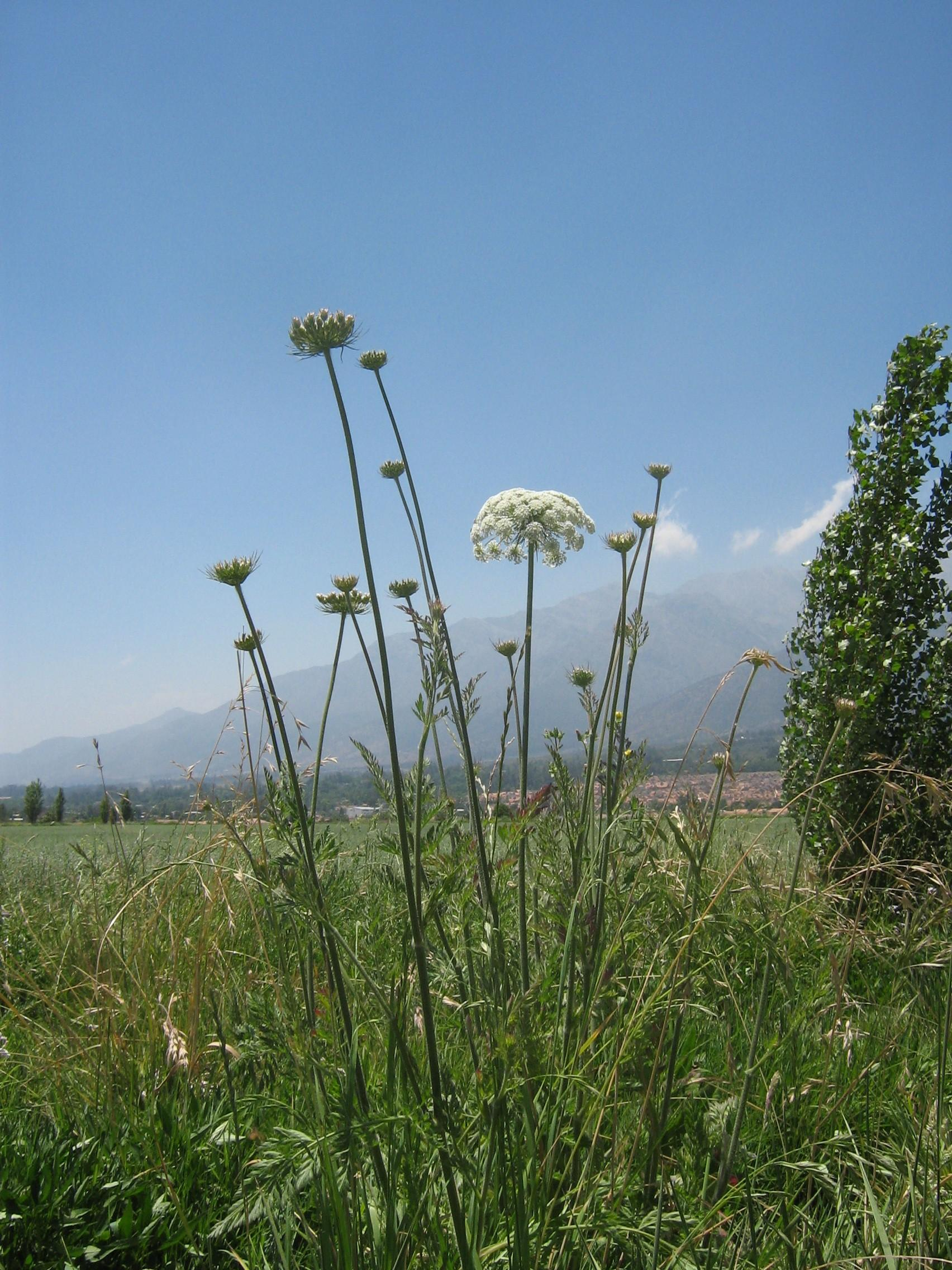
الخلة البلدية

خلة، وخشيزك أو الخلة البلدية (أو الأخلة أو صِقْلِين أو خُشْبَزْك أو نَانِحْوَاه أو نَانُوخَة، أو حشيشة الدود (باللاتينية: Ammi visnaga) و(الاسم العلمي: Visnaga daucoides وهو المُستعمل بالإنجليزية أيضًا) هي نوع نباتي عشبي حولي أو ثنائي الحول يتبع جنس الخلة من الفصيلة الخيمية واسمها العلمي.

## الموئل والانتشار
ينتشر النبات في في مناطق الوطن العربي المتوسطية والقوقاز ومعظم مناطق جنوب أوروبا، وأدخل إلى مناطق أخرى في وسط وشمال أوروبا.

## الزراعة والحصاد
ينتشر النبات كعشبة في أغلب المحاصيل الشتوية وينمو برياً في الأراضي المهملة، كما يمكن زراعته زراعة تقليدية لأغراض طبية. تفضل النبتة تربة جافة بشكل جيد في موقع مشمس، تنجح في تربة حديقة عادية. تتحمل درجة حموضة تترواح بين 6.8-8.3. البذور تزرع في منبت يحضر على تربة متوسطة الجفاف في شهر أغسطس. عندما تصل النباتات إلى ارتفاع 6-7 سم تنقل النبتة إلى حقل مفتوح.المحصول يجمع في شهر مارس-أبريل عندما تنضج الثمار. النباتات المجففة يتم درسها على الأرض والثمار تجمع وتذرّى.

## الوصف النباتي
هي عشبة تنمو سنويا أو كل سنتين والتي تنمو من فرع رئيسي وتنتصب إلى ارتفاع 80 سم. الأوراق متعاقبة طويلة الزناد يصل طولها إلى 20 سم، وقد تكون بيضية أو مثلثة الشكل، لكن الأوراق قد تتفرع أيضا إلى تفرعات فرعية مستقيمة أو رمحية الشكل. القنو مركب من نورة خيمية من الأزهار البيضاء عطرية العرف، وهي مشابهة لتلك الموجودة في بقية أنواع الفصيلة الخيمية. الثمرة بيضية الشكل مضغوطة يبلغ طولها اقل من 3 مم. تعتبر هذه النبتة وبقية أنواع الخلة مصدر للخلين، وهو مدر للبول. في نهاية الأغصان كوز بشكل الجوزة تحوي بداخلها على بذور صغيرة لونها بعد النضج بني فاتح، تنضج بذورها في الخريف.

## المكونات الكيميائية

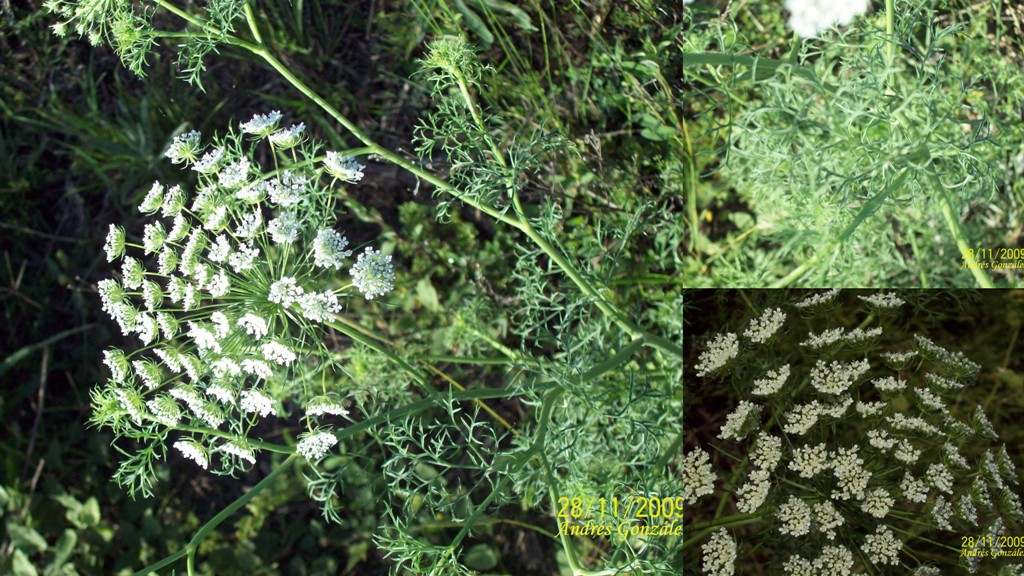
بذور الخلة

تحتوي الخلة على مركبات الفيورانوكوامارينز (باللاتينية: Furocoumarins). المكونات الرئيسية هي الخلين Khellin والفزناجين Visnagin والتي هي من مشتقات الغاما بينزوبيرون γ -benzopyrone. الخلول Khellol وجلايكوسايد الخلول Kellol glycoside أيضاً موجودة. بالإضافة إلى أنها تحتوي على ايسترات البيرانوكواميرن Pyranocoumarin esters فيزنادين Visnadin، ساميدين Samidin وديهيدروساميدين Dihydrosamidin. تحتوي البذور أيضا على زيوت نباتية ثابتة وبروتينات.
الخلين هو مادة كيميائية يعطي لونًا أحمرا عند تفاعله مع هيدروكسيد البوتاسيوم (الصلب) أو مع هيدروكسيد البوتاسيوم بإضافة قطرتين أو ثلاثة قطرات من الماء. كان الخلين يستخدم لعلاج تشنج العضلات لكن توقف استخدامه حاليا نظرا للتأثيرات الجانبية العديدة له.
يعتبر أميودارون وكروموجلايكايت من مشتقات الخلين اللذان يتم استخدامهما في الطب الحديث. المادة الكيميائية فيسناكا التي توجد في الخلة البلدية تعتبر مادة موسعة للشرايين وخافضة لضغط الدم وذلك من خلال تجربتها على الحيوانات وذلك عن طريق منع دخول أيونات الكالسيوم إلى الخلايا.

## الاستخدامات الطبية
ما يستعمل منها هو بذورها. تستعمل الخلة منذ أيام المصريين القدماء كدواء منزلي، وما زالت إلى الآن تستخدم بذورها (كمغلي) طبياً لإدرار البول، وفي حالات المغص الكلوي مع البول وفي الاحتباس البولي وحصوات الحالب وضد تشنجات الحالب والمثانة.

### موسع للأوعية
في 1940-1950 كان يعتبر الخلين موسع أوعية آمنا لعلاج الذبحة الصدرية بجرعة تصل إلى 300 ملغ يومياً. يتواجد الخلين تجاريا في عدة مستحضرات أوروبية متعددة المكونات مسجلة المُلكية، ليتم إعطاءه عبر الفم والحقن كموسع للأوعية. يستخدم في تنظيم الربو القصبي والذبحة الصدرية.
تركيب صوديوم الكرومولين الذي يستخدم في تنظيم الأمراض التنفسية التحسسية، كان يعتمد على مكون مشتقة من الخلة البلدية. المصل الدهني من النبتة، والذي يتضمن المكونات الفعالة كالفيزنادين visnadin ، والخلين الفيزناجين visnagin، تمتلك نشاط مُحصِر لقنوات الكالسيوم. والفيزنادين visnadin هو الأكثر فعالية.

### مضاد بكتيري
مصل الخلة أظهر نشاطا مضادا للبكتيريا إيجابية الغرام وأنواع الكانديدا. مكون الخلين من ثمار الخلة ثبط التحول التطفيري (بالإنجليزية: Mutagenicity)‏
لمكونات كيميائية محددة (promutagens) لها القابلية للتحول لطفرات في السالمونيلا Salmonella typhimurium. ليس هناك أبحاث كافية على الحيوانات أو معلومات طبية تؤكد استخدام الخلة كمضاد بكتيري.

### البهاق
الاهتمام بالخلين كملحق مساعد للعلاج بالأشعة فوق البنفسجية لعلاج البهاق يعتمد على التشابه التركيبي بين الخلين والسورالينات psoralens.
أثبتت الدراسات الطبية نجاح العلاج باستخدام الخلين عن طريق الفم والجلد، ففي الدراسات استخدام الخلين (100 ملغ) عن طريق الفم أو الجلد (0.005% مغلفة بالجسيمات الشحمية liposomes و 5% خلين في (مستحلب ماء/زيت) مع العلاج بالأشعة فوق البنفسجية UVA therapy حققت مستويات نجاح مقارنة بتلك التي وجدت في نموذج العلاج بالسورالينات مع الأشعة فوق البنفسجية psoralen plus UVA (PUVA) therapy.
العلاج الجلدي بالخلين- الأشعة فوق البنفسجية khellin-UVA تتطلب مدة أطول لتحقق أهداف العلاج ولكن أيضاً تظهر أعراض جانبية أقل.

### الأعراض الجانبية للخلة والأمان
الخلة ربما تكون غير آمنة عندما تؤخذ بجرعات عالية أو تستخدم لمدة طويلة حيث يمكنها أن تسبب آثارا جانبية من ضمنها مشاكل في الكبد وغثيان ودوار وإمساك وفقدان الشهية وألم في الرأس وحكة واضطرابات النوم وتحسس للضوء.

### تحذيرات خاصة
- الحمل والإرضاع: الأرجح أنه من غير الآمن أن تؤخذ الخلة أثناء الحمل لأنها تحتوي الخلين الذي يستطيع أن يتسبب بانقباض الرحم، وهذا ربما يؤدي إلى الإجهاض.

وأيضا يفضل تجنب الخلة أثناء الإرضاع. ليس هناك معلومات كافية عن إذا ما كانت الخلة آمنة.
- أمراض الكبد: ربما تزيد الخلة أمراض الكبد سوءاً. لا تستخدمها إذا كان لديك أمراض في الكبد.

## مرادفات للاسم العلمي
- (باللاتينية: Daucus visnaga L.)
- (باللاتينية: Visnaga daucoides Gaertn.)

## روابط خارجية
- Jepson Manual Treatment
- USDA Plants Profile
- GRIN Species Profile
- Photo gallery
- Botanical drawing
- Fructus Ammi Visnagae WHO Monographs on Selected Medicinal Plants - Volume 3